# Irak otomano
El Irak otomano se refiere al periodo de la historia de Irak comprendido entre 1534 y 1920, cuando la región fue gobernada por el Imperio otomano. El Irak otomano no constituye ningún entidad administrativa, sino una referencia histórico-territorial a un país nacido posteriormente que en esa época estaba organizado en tres valiatos independientes:
- Valiato de Mosul
- Valiato de Bagdad
- Valiato de Basora

Cada valiato estaba bajo la jurisdicción de un gobernador (wāli), asistido por los Consejos.

## Historia
A finales del siglo XIV y principios del siglo XVI, la confederación de tribus Kara Koyunlu reinaba sobre el área ahora conocida como Irak. En 1466, otra confederación tribal, la de los Ak Koyunlu derrotó a los Kara Koyunlu y tomó el control del país. En el siglo XVI la mayor parte del territorio del moderno Irak fue invadido por el Imperio otomano. Durante la mayor parte del Imperio otomano (1533-1918), el territorio del actual Irak fue una zona de amortiguación entre los imperios rivales regionales, Persia y el Imperio otomano, y las alianzas tribales. El Imperio safávida afirmó brevemente su hegemonía sobre Irak desde 1508 hasta 1533 y desde 1622 hasta 1638.
En el siglo XVII, los frecuentes conflictos con los safávidas socavaron el Imperio otomano y debilitaron el control sobre sus provincias. La población nómada creció con la llegada de los beduinos del Nejd en la península arábiga.
Durante los años 1747 a 1831, Irak fue gobernada por oficiales mamelucos de origen georgiano que lograron ganar autonomía de la Puerta Grande. Sobrevinieron varias revueltas tribales que fueron reprimidas por los mamelucos. El poder de los jenízaros fue limitado cuando se restableció el orden y se implementó un programa de modernización económica y militar. En 1831, los otomanos lograron derrocar al régimen mameluco e impusieron de nuevo su soberanía sobre Irak. La población iraquí disminuyó a menos de 5 millones de personas en el inicio del siglo XX.

### SigloXX
Durante la Primera Guerra Mundial, el dominio otomano sobre Irak se perdió tras su fin; cuando los otomanos lucharon al lado de los alemanes y de las Potencias Centrales. Las fuerzas del Imperio británico llevaron a cabo la invasión de la región en una campaña militar conocida como campaña mesopotámica. Las hostilidades comenzaron con la batalla de Basora en 1914 y continuaron durante toda la guerra. La acción más notable fue el sitio de Kut, que dio lugar a la rendición inglesa y de la guarnición de la ciudad del Ejército Indio Británico en abril de 1916, después de un asedio de 147 días. De los 11 800 soldados aliados que sobrevivieron al ser hechos prisioneros, 4250 murieron de enfermedades o a manos de sus guardias otomanos durante el cautiverio.
En 1916, los británicos y franceses establecieron un plan para la división del Asia Occidental después de la guerra en el marco del Acuerdo Sykes-Picot. Después de la guerra, la Sociedad de las Naciones otorgó varios mandatos en la región: a los franceses, el mandato de Siria y el Líbano y a los británicos el mandato de Mesopotamia (Irak) y el mandato de Palestina, que se dividió posteriormente en dos regiones autónomas: Palestina y Transjordania. El 11 de noviembre de 1920, Irak quedó bajo el mandato británico otorgado por la Sociedad de las Naciones y el país pasó a llamarse oficialmente «Estado de Irak».